# Szado Jaszutora
Szado Jaszutora (茶渡泰虎; Hepburn: Sado Yasutora), becenevén Csad egy kitalált szereplő Kubo Tite Bleach című manga- és animesorozatában. Csad egy középiskolás diák, a sorozat főhősének, Kuroszaki Icsigónak egyik osztálytársa.

## A sorozatban játszott szerepe röviden
Szadót Csadnak nevezik, és Icsigo osztálytársa. Mexikóból származik, figyelemre méltóan erős, de szelíd. Gyerekkorában nem volt békés, ez nagyapja halála után változott meg (nagyapja megvédte a bajba keveredett Szadót, majd belehalt sérüléseibe). Úgy véli, azért kapta különleges erejét, hogy megvédhessen másokat. Eleinte nem látja a szellemeket, de meg tudja érinteni őket. Icsigóval már a kezdetektől jó barátságot ápol, kölcsönösen megvédik egymást. Ereje felébredtével előbb a jobb, majd a bal is karja átalakul.
Legerősebb ellenfele Gantenbein Mosqueda volt. Sokáig harcoltak egymás ellen, de Chad a küzdelem végén elő tudta hívni erejét, és ezzel legyőzte a privaron espadát. A küzdelem végén megjelent Nnoitra, aki már túl nehéz ellenfél volt neki.